# Monobild NRW
Monobild NRW (oder Monobild-Verfahren NRW) ist eine Methode, mit der sehr genaue Unfallskizzen der Polizei Nordrhein-Westfalen als Ersatz für die als unzulänglich geltenden, gezeichneten Handskizzen gefertigt werden. 
Es handelt sich um ein fotogrammetrisches Messverfahren, das durch jeden Beamten angewendet werden kann. 
Die Beamten fertigen an der Unfallstelle neben den Unfallfotos zur Dokumentation der Unfallschäden und der Örtlichkeit gesonderte Fotos, auf denen die weitestgehend abgekreidete Spurenlage des Verkehrsunfalls eindeutig wiedergegeben wird. 
Zuvor wurden auf der Fahrbahn sogenannte Referenzpunkte (in der Regel durch „Farbkreuze“) markiert oder Pointer-Target-Tafeln aufgestellt, welche dann im Messfoto deutlich sichtbar sind. Mindestens fünf Strecken zwischen den Referenzpunkten werden auf der Fahrbahn vermessen und dienen in der weiteren Bearbeitung als real bekannte Größen, welche in die Fotografie übertragen werden.
In der weiteren Bearbeitung werden die Fotos mit spezieller Computer-Software entzerrt und über jeweils zwei identische Referenzpunkte jedes Vierecks verknüpft, so dass ein flächiger Bildplan als Draufsicht der Unfallstelle entsteht.
Aus dieser fotorealistischen Skizze lassen sich dann beliebige Strecken und Objekte konkret vermessen, ohne dass dieses Maß real auf der Fahrbahn ausgemessen werden musste.
Dieses Verfahren hat seine Grenzen bei schlechten Witterungsverhältnissen oder bei Verkehrsunfällen, welche eine ausgedehnte Spurenlage über eine weiträumige Strecke beinhalten. Für großflächige Unfallorte wird durch die Polizei NRW ein ähnliches photogrammetrisches Verfahren, das Rollei-Metric-Verfahren des Landeskriminalamtes NRW, eingesetzt. Hierzu wird die Spurenlage von einem optimalen Standort aus fotografiert, nämlich in der Regel aus einem über der Unfallstelle schwebenden Hubschrauber.